# Pterophorus declivis
Pterophorus declivis is een vlinder uit de familie vedermotten (Pterophoridae). De wetenschappelijke naam van de soort is voor het eerst geldig gepubliceerd in 1913 door Edward Meyrick.